# Freeville
Freeville és una població dels Estats Units a l'estat de Nova York. Segons el cens del 2000 tenia 505 habitants.

## Demografia
Segons el cens del 2000, Freeville tenia 505 habitants, 210 habitatges, i 118 famílies. La densitat de població era de 180,5 habitants/km².
Dels 210 habitatges en un 28,1% hi vivien nens de menys de 18 anys, en un 44,8% hi vivien parelles casades, en un 7,6% dones solteres, i en un 43,8% no eren unitats familiars. En el 31% dels habitatges hi vivien persones soles el 13,8% de les quals corresponia a persones de 65 anys o més que vivien soles. El nombre mitjà de persones vivint en cada habitatge era de 2,33 i el nombre mitjà de persones que vivien en cada família era de 3,03.
Per edats la població es repartia de la següent manera: un 26,5% tenia menys de 18 anys, un 9,9% entre 18 i 24, un 27,1% entre 25 i 44, un 23,4% de 45 a 60 i un 13,1% 65 anys o més.
L'edat mediana era de 37 anys. Per cada 100 dones de 18 o més anys hi havia 91,2 homes.
La renda mediana per habitatge era de 39.643 $ i la renda mediana per família de 44.688 $. Els homes tenien una renda mediana de 31.500 $ mentre que les dones 27.500 $. La renda per capita de la població era de 17.910 $. Entorn del 7,3% de les famílies i el 9,3% de la població estaven per davall del llindar de pobresa.